# Torsten Alm

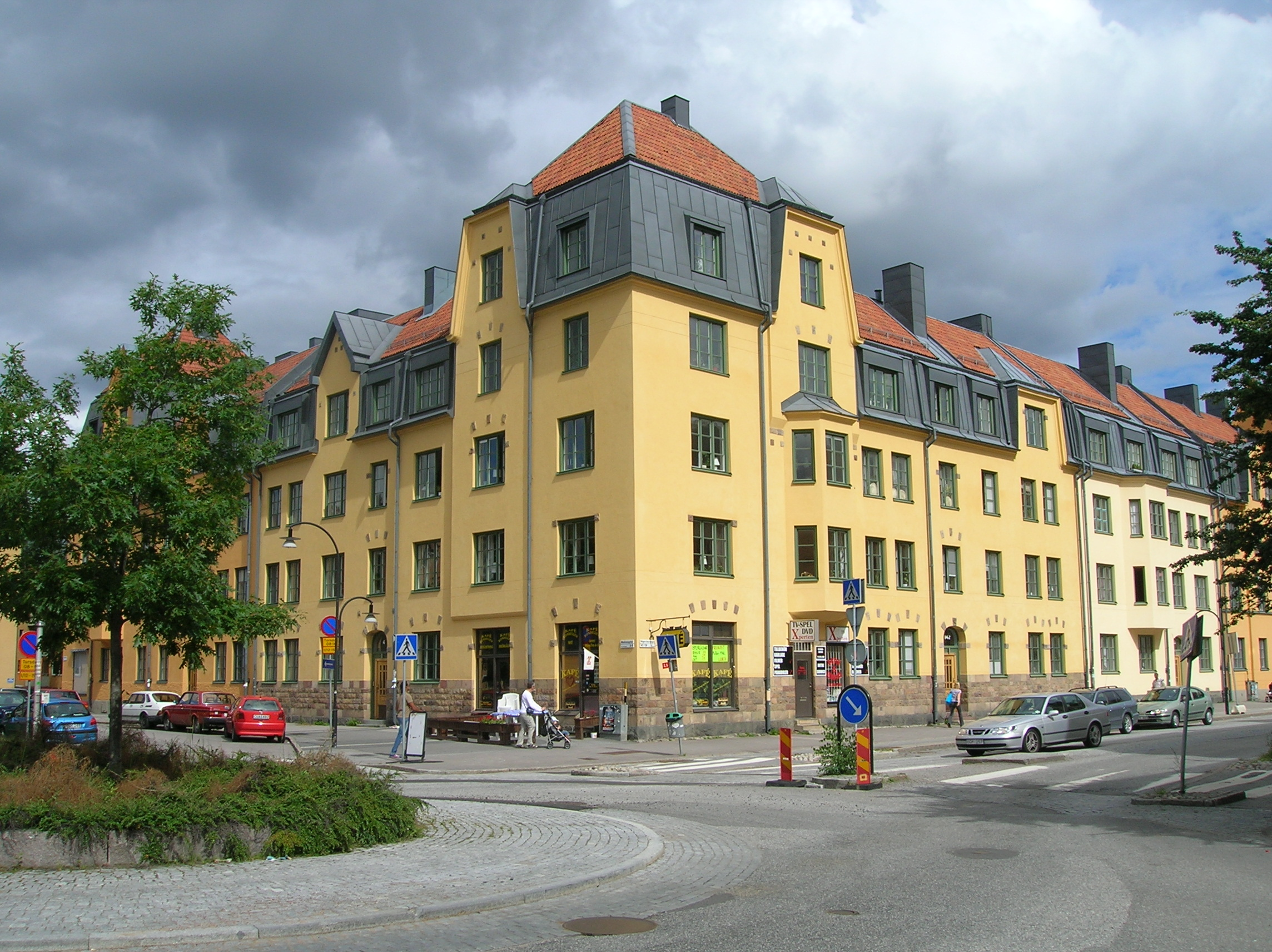
Denna byggnad i kvarteret Lövsmygen vid Manhemsgatan och Hägerstensvägen uppfördes på 1910- och 1920-talen.

Torsten Johannes Alm, född 14 november 1859 i Stockholms finska församling, död 27 juni 1910, var en svensk direktör i byggnadsbranschen. Han var far till Auda Alm-Eriksson.
Alm var medicine kandidat, men fullföljde inte sina läkarstudier. Han var en av initiativtagarna, tillsammans med bland annat arkitekt Erik Ulrich, till Byggnads AB Manhem. Företaget bildades 1894 och ägnade sig åt bostadsbyggande på Södermalm och i södra förorterna. Namnet Manhem är hämtat ur fornnordisk mytologi och betyder Människornas värld  och i en tolkning boplatsen för Oden och Skade.
Torsten Alms Gata som är uppkallad efter honom ligger i Aspudden, Stockholms kommun. Alm är begravd på Norra begravningsplatsen utanför Stockholm.

## Källhänvisningar
1. ↑  Gödecke, P. Aug. (1881). Edda: en isländsk samling folkliga forntidsdikter om nordens gudar och hjältar. P. A. Norstedt & Söner. sid. 388. http://books.google.com/books?id=K2cJAAAAQAAJ&pg=PA388&lpg=PA388&dq=manhem+M%C3%A4nniskornas+boning&source=bl&ots=bOIk09WOa7&sig=8P0enifjv_X_I-_PENBreKIRrRs&hl=en&sa=X&ei=pSiHVJOJMsqZNqHegvgH&ved=0CEUQ6AEwBQ#v=onepage&q=manhem%20M%C3%A4nniskornas%20boning&f=false
2. ↑   Manhem i Nationalencyklopedins nätupplaga. Läst 9 december 2014.
3. ↑  SvenskaGravar.se